# إدوارد مولر (دراج)
إدوارد مولر (بالفرنسية: Édouard Muller)‏ مواليد 8 يونيو 1919 في نويي-سور-سين، فرنسا - الوفاة 28 مايو 1997 في فرنسا، كان دراج فرنسي في صنف سباق الدراجات على الطريق.

## وصلات خارجية
- الموقع الرسمي

## روابط خارجية
- إدوارد مولر على موقع أرشيف الدراجات (الإنجليزية)
- إدوارد مولر على موقع إحصائيات الدراجات الإحترافية (الإنجليزية)